# Еміліано Сапата
Еміліа́но Сапа́та (ісп. Emiliano Zapata Salazar; 8 серпня 1879 — 10 квітня 1919) — лідер Мексиканської революції проти диктатури Порфіріо Діаса 1910 років. Є одним з визнаних національних героїв Мексики, стрижнем направлення мексиканської революції — «сапатизму».

## Біографія

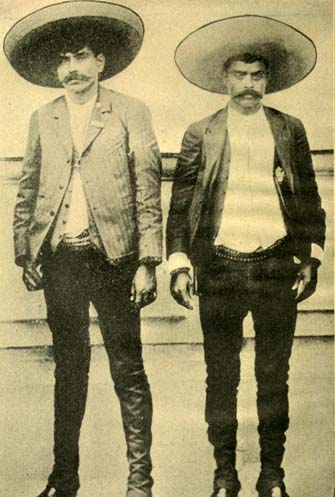
Еуфеміо (ліворуч) і Еміліано Сапата

### Ранні роки
Народився 8 серпня 1879 року в сім'ї дрібних фермерів Габріеля Сапати і Клеофас Гертруди Салазар, добре відомих в Аненекуілько, Морелос. Хресний Еміліано був управителем великої місцевої гасієнди, а його хресною була дружина управителя. Сім'я Сапати були метисами: мали походження з плем'я науа та від іспанців. Еміліано був дев'ятим з десяти дітей сім'ї. Його старший брат Еуфеміо також був відомою революційною фігурою як в історії Морелос, так і в подальшій мексиканській революції. Еміліано з дитинства мав уявлення про тяжке життя в сільській місцевості і про довгу боротьбу свого села, аби повернути землю, яку захопили багаті гасієндарі.
Отримав початкову освіту та вивчив основи бухгалтерії. По смерті батька у 1895 році Еміліано був змушений розпочати власну діяльність і проводив її вдало, перепродаючи мулів, цеглу, разом з тим був справним фермером, якому особливо вдавалось вирощування кавунів. Він також був неперевершеним наїзником, через що зять диктатора Порфіріо Діаса, що мав гасієнду поблизу, узяв Еміліано тренером для свого коня. Сапата завжди елегантно вдягався, мав вражаючу зовнішність, що створювало йому неповторну харизму.

### Боротьба проти Порфіріо Діаса
Коли 1876 року генерал Порфіріо Діас захопив владу в Мексиці, він надав багато прав багатим гасієндарам, своїм друзям і послідовникам — привілеї у володінні землею. Це спричинило обурення бідних селян, їхні бунти, в одному з яких взяв участь Еміліано. Внаслідок цього його схопили поліцейські та за мексиканською традиції відправили насильно служити до армії.
Через певний час його демобілізували, він повернувся додому, де 1909 року його несподівано вибрали сільським головою. З того часу він проводив час у клопотах за своїх односельців проти багатих гасієндарос, боровся проти цього, та врешті решт, прийшов до військових методів боротьби.

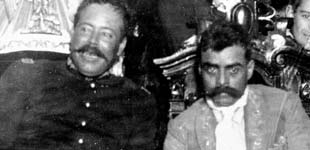
Два національні герої Мексики — Панчо Вілья і Еміліано Сапата

Коли 1910 року Порфіріо Діас під час сфальсифікованих президентських виборів мав за суперника Франсиско Мадеро, останній широко обіцяв провести земельну реформу. Саме ця реформа була основним уподобанням Сапати, через що він, з певною обережністю, підтримав Мадеро, який виступив проти фальсифікації. Сапата тим часом створив військові загони, з якими захопив Каутлу після шестиденного бою проти федеральної армії 19 травня 1911 року. Тоді стало ясно, що Діас не втримає владу протягом тривалого часу. За підтримки Панчо Вільї, Паскуаля Ороско, Еміліано Сапати і повсталих селян Мадеро остаточно повалив владу Діаса в травні 1911 року в битві при Хуаресі. Тимчасовий уряд було сформовано під головуванням Мадеро, деякі нові земельні реформи були проведені, вибори були оголошені. Проте, Сапата був незадоволений позицією Мадеро по земельній реформі, вважаючи їх поверхневими та популістськими.

### План Аяли
Відносини Мадеро і Сапати вкрай погіршилися протягом літа 1911 року, коли Мадеро призначив губернатора, який за підтримки плантаторів відмовився задовольнити вимоги Сапати стосовно аграріїв. Коли в листопаді 1911 року Мадеро обрали президентом, Сапата разом з Отиліо Монтано Санчесом, колишнім шкільним учителем, втекли у гори південно-західного штату Пуебла. Там вони намітили найрадикальніший план реформ в Мексиці, так званий план Аяла. План оголошував зрадником Мадеро, Паскуаля Ороско проголошував главою революції і накреслив напрямки істинної земельної реформи. План Аяла оголошував усі землі, вкрадені свого часу владою Порфіріо Діаса, повернутими до попередніх хазяїв. Він також зазначив, що великі плантації, які належать одній людині або сім'ї, повинні бути на одну третину націоналізовані та віддані бідним фермерам. Якщо ж будь-який великий плантатор став би пручатися цьому плану, тот тоді в нього мали інші дві третини конфіскувати. План Аяла також посилався на дії Беніто Хуареса, одного з великих лідерів Мексики, який відібрав землю від церкви у 1860 роках.

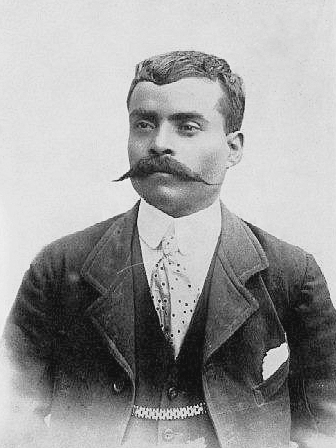
Еміліано Сапата у 1914 році

У плані Аяли головні вимоги Сапати були виражені лозунгом «Реформа, свобода, право і справедливість». Сапата також оголосив діяльність Мадеро контрреволюційною. Сапата мобілізував свою визвольну армію і в союзі з Паскуалем Ороско і Еміліано Васкесом Гомесом почав боротьбу проти Мадеро. Його обрали головнокомандувачем Армії Звільнення Півдня (англ. Revolutionary Movement of the South). Сапата провів декілька вдалих боїв, але повалив владу Мадеро генерал Хосе Вікторіано Уерта Ортега, з яким у Сапати в подальшому виникли серйозні непорозуміння, адже Уерта жадав безконтрольної влади і виступив проти усіх реформ плану Аяла. Через це революція після повалення влади Мадеро не спинилась. Сапата виступив разом з Венустіано Каррансою та Альваро Обрегоном проти Уерти. З півночі почав діяти Панчо Вілья. У результаті ця так звана «Велика четвірка» нанесла Уерті декілька поразок, після чого він зрікся влади та втік з країни. Лідери повстанців вибрали Каррансу Першим лідером Мексики, але він мав серйозну неприязнь до Сапати та сапатистів, вважаючи їх некультурними дикунами, через що вони були виключені з процесу організації мирних дій.
Карранса зробив спроби замиритися із Сапатою, які були невдалими. Тим часом Сапата увійшов у згоду з Панчо Вільєю, вони зустрілися і утворили конвенцію, де було приділено багато плану Аяли. Однак конвенція були крихкою, за думкою Сапати Вілья не виконав багато своїх зобов'язань, зокрема не поставив зброю сапатистам. Карранса з Обрегоном зрозуміли, що на цей момент підрозділи Сапати не є безпосередньою загрозою для них через конфлікт з Вільєю і зосередились на боротьбі з Панчо.
1915 року Сапата почав перетворювати план Аяла в життя у свої провінції Морелос. Цей рік став добрим для місцевих селян, більшість з них стали самостійними виробниками кукурудзи, бобів, овочів. Це призвело до покращення їх життя, загалом у Морелосі цього року селяни мали більше їжі порівняно з 1910 роком, в той час, як столиця країни голодувала. Єдиними офіційними заходами влади цього року в Морелосі була корида, в якій брав участь й Сапата.

### Боротьба проти Каранси
Але через серйозні розбіжності з Вільєю Сапата навіть не вступив у бойові дії проти Карранси, навіть тоді, як останній розбив Вілью і змусив тікати у гори. Після цього війська Карранси пішли наступом на провінцію Морелос. Але Сапата підняв на захист багато вояків, вмілими тактичними діями звільнив багато об'єктів від вояків Карранси, захопив електростанцію, яка поставляла електроенергію до Мехіко. Але все це не завадило Каррансі отримати підтримку США та оголосити себе президентом Мексики. Сапата спробував збільшити свій авторитет у всій країні, оголосивши маніфест проти багатих гасієндарос, але було вже пізно, бо вони загалом втратили владу по всій країні.
У 1916 році Карранса відправив армію проти Сапати. Сили Карранси нанесли декілька поразок військам Сапати, захопили багато населених пунктів. Сапата змушений був втекти у гори. Але федеральна армія чинила багато утисків на території Морелосу, проводила показові розстріли, багатьох спійманих селян відправили на плантації інших штатів як по суті рабів. Населення було проти армії та надавало серйозну допомогу Сапаті, якій повернувся та вів успішну партизанську війну. До кінця 1916 року Сапаті вдалось звільнити повністю Морелос. Але надалі йти його вояки у більшості не схотіли. Частина їх взагалі зайнялась бандитизмом. Хоча радники спонукали Сапату йти далі та захопити південну Мексику, він зосередився виключно на штаті Морелос та провів у ньому реформи, які мали захистити селян. У той же час Карранса перехопив політичну ініціативу, провів національні вибори в усіх столицях штатів, за винятком Куернаваса, і оприлюднив у 1917 році Конституцію, до якої були включені елементи плану Аяла.
Сапата почав шукати союзників серед революціонерів з півночі Мексики і південних послідовників ліберального діяча Фелікса Діаса. Він почав спілкуватися з американцями та іншими представниками з можливих джерел підтримки. Восени 1917 вояки, яких очолювали генерал Пабло Гонсалес Гарза та Сідроніо Камачо, вбивця брата Еміліано Еуфеміо, вдерлися до Морелосу і захопили деякі його міста. Сапата продовжував свою діяльність, направлену на об'єднання руху проти Карранси. Взимку 1918 різкий холод і пандемія іспанки скосили багато населення Морелосу, спричинили втрату чверті від загальної чисельності населення держави, майже стільки ж, як це відбулось під час боротьби проти Уерти в 1914 році. Сапата боявся, що із закінченням Першої світової війни США отримає можливість сильно впливати на ситуацію в Мексиці, змусить усі сили повстанців підпорядкуватися Каррансі або, навіть, окупувати Мексику. У грудні 1918 Сапаті довелося залишити більшість території штату Морелос через атаку військ Карранси. Карранса закликав генералів Сапати переходити до нього, але більшість, окрім одного, залишилися вірними Сапаті. У березні 1919 Сапата написав відкритого листа до Карранси вмовляючи його не йти на президентські вибори 1920 року та скласти верховну владу.

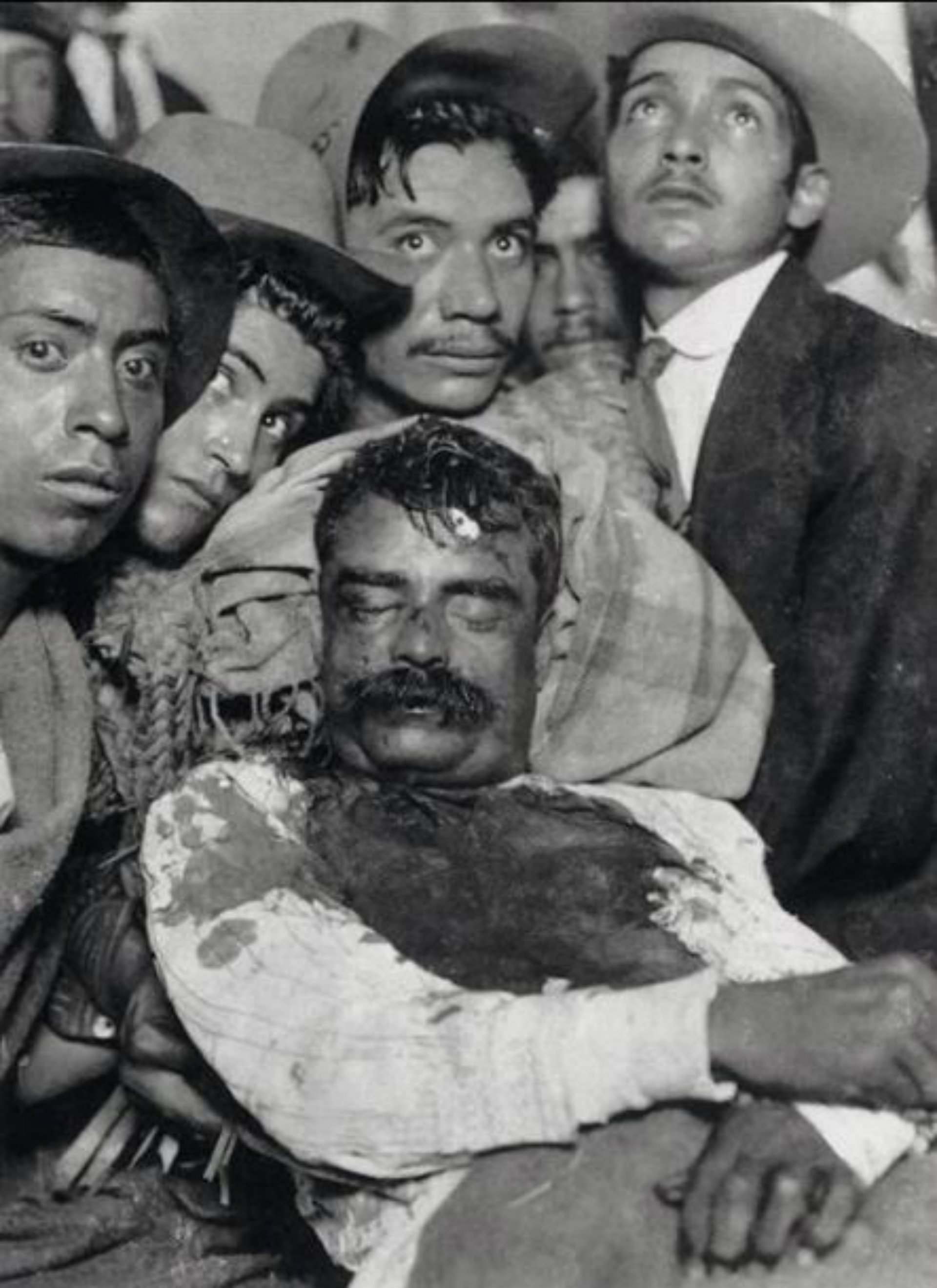
Після смерті Сапату зняли на фото для того, щоб розвіяти чутки про те, що він не помер.

### Вбивство Сапати
Це призвело до змови з метою його вбивства. Генерал Гонсалес дав наказ полковнику Хесусу Гваджардо атакувати сили Сапати в горах поблизу Уаутла. Але Гваджардо не виконав наказу, а генерал Гонсалес застав його п'яним і дав наказ заарештувати. Сапата відправив до Гваджардо листа, в якому запропонував йому перейти на його бік та посприяти втечі полковника. Але цього листа перехопив Гонсалес. Він звинуватив полковника в зраді та коли той почав молити про помилування, запропонував Гваджардо вдати, що він нібито згодний перейти до Сапати. Коли Еміліано Сапата вирішив перевірити Гваджардо, той за допомогою Гонсалеса це успішно зробив, покаравши тих сапатистів, що перейшли до федеральних військ, чого й вимагав від нього Сапата. Гваджардо удавано атакував гарнізон федеральних військ в Йонакатепеке, «захопив» його і розстріляв декілька зрадників Сапати. Останній, задоволений результатами такої перевірки, погодився на зустріч з полковником. Коли 10 квітня 1919 року Еміліано Сапата прибув до гасієнди Де-Сан-Хуан біля Чінамека, муніципалітет Аяла, люди Гваджардо зрешетили його кулями. Він помер на місці.
Одразу по смерті Сапати Карранса та Гонсалес спробували щонайбільше заплямувати репутацію Еміліано, але це їм не вдалося. Морелос залишився вірним генералам, послідовникам Сапати, які стали більшістю головуючими в місцевих виконавчих органах. Обрегон скористався загибеллю Сапати аби підняти повстання проти Карранси.

### По смерті Сапати
Вплив Сапата продовжував поширюватися і після його загибелі, особливо в південній Мексиці. В кінцевому рахунку, Сапата зробив більше для його поширення по смерті, ніж він зробив за життя. Як і багато інших харизматичних ідеалістів, Сапата став мучеником після своєї загибелі.

### Прізвиська, які мав Сапата
За життя від своїх соратників Сапата отримав певні прізвиська:
- ісп. Calpuleque (náhuatl) — лідер, головний;
- ісп. El Tigre del Sur — тигр Півдня;
- ісп. El Caudillo del Sur — каудильйо Півдня.

## Вшанування пам'яті Сапати
Багато популярних організацій взяли свою назву від Сапати, в першу чергу «Сапатистська Армія Національного звільнення» (ісп. Ejército Zapatista de Liberación Nacional (EZLN), марксистська партизанська група, яка виникла в штаті Чіапас у 1983 році і продовжує боротьбі й понині. Його зображення часті на баннерах різних соціальних рухів.
Міста, вулиці, житлові комплекси під назвою «Еміліано Сапата» є звичайними по всій країні. Сапату, час від часу, зображували на мексиканських банкнотах різної номінальної вартості. Метро імені Сапати є в Мехіко.
У Мексиці є музейний комплекс (ісп. Ruta de Zapata), який присвячений життю і діяльності Сапати. Він включає залізничну станцію, яка була штабом сапатистам, будівлю з кімнатою, де народився Сапата, муніципальний палац, де було виставлено для огляду його тіла після вбивства, автомобіль, на якому Сапата їздив під час революції, залишки колишньої фазенди, де його було вбито, музей з його фото та мавзолей, де він похований.

## Сапата у культурі
Сапата був зображений у численних фільмах, коміксів, книгах, музичних творах, навіть на одязі, популярному серед підлітків і молодих дорослих. Багато пісень присвячено Сапаті.
- «Віва Сапата!» — американський біографічний кінофільм 1952 року, де Марлон Брандо зіграв роль Еміліано Сапата та отримав за це приз кращому актору Каннського фестивалю 1952 року та кращому іноземному актору премії BAFTA 1953 року, а Ентоні Квінн виграв премію Оскар 1953 року у номінації кращий актор другого плану за роль брата Емілано — Еуфеміо Сапата. Директор фільму був Еліа Казан, сценаристом — відомий письменник Джон Стейнбек. Фільм мав іще 4 номінації на Оскар.
- «Сапата: Мрія героя» (ісп. Zapata: El sueño de un héroe) — мексиканський кінофільм 2004 року.
- Сапата — американський мюзикл 1980 року.